# Coupe des Pays-Bas de football 2022-2023
Navigation
Édition précédente Édition suivante
La Coupe des Pays-Bas de football 2022-2023, nommée la TOTO KNVB beker, est la 105e édition de la Coupe des Pays-Bas. La compétition commence le 13 août 2022 et se termine le 30 avril 2023, date de la finale qui se dispute au Stade de Feyenoord.

## Déroulement de la compétition
Tous les tours se jouent en élimination directe. À chaque tour, un tirage au sort est effectué pour déterminer les adversaires.
Les clubs qui jouent en Europe ne peuvent pas s'affronter avant les huitièmes de finale.

## Calendrier
Le calendrier est le suivant :
| Tour                        | Nom                        | Dates retenues            |
| Phase préliminaire (2022)   | Phase préliminaire (2022)  | Phase préliminaire (2022) |
| --------------------------- | -------------------------- | ------------------------- |
| 1                           | Premier tour préliminaire  | 13 août 2022              |
| 2                           | Deuxième tour préliminaire | 20-21 septembre 2022      |
| Phase finale (2022 et 2023) |                            |                           |
| 3                           | Premier tour               | 18-20 octobre 2022        |
| 4                           | Deuxième tour              | 10-12 janvier 2023        |
| 5                           | Huitièmes de finale        | 7-9 février 2023          |
| 6                           | Quarts de finale           | 28 février-2 mars 2023    |
| 7                           | Demi-finales               | 4-5 avril 2023            |
| 8                           | Finale                     | 30 avril 2023             |

## Résultats

### Quarts de finale
| 28 février 2023 | FC Utrecht (1) | 1 - 4   | SV Spakenburg (en) (3)                                                        |                                                                                           |                                                                                           |
| 20h00 (UTC+2)   | Douvíkas 64e   | (0 - 1) | 12e Vink (en) · 59e Admiraal (en) · 66e Artien (en) · 75e van der Linden (en) | Stadion Galgenwaard, Utrecht Spectateurs : 21 733 Arbitrage : Martin van den Kerkhof (nl) | Stadion Galgenwaard, Utrecht Spectateurs : 21 733 Arbitrage : Martin van den Kerkhof (nl) |
| 20h00 (UTC+2)   | Rapport        |         |                                                                               | Stadion Galgenwaard, Utrecht Spectateurs : 21 733 Arbitrage : Martin van den Kerkhof (nl) | Stadion Galgenwaard, Utrecht Spectateurs : 21 733 Arbitrage : Martin van den Kerkhof (nl) |

| 1er mars 2023 | SC Heerenveen (1) | 0 - 1   | Feyenoord Rotterdam (1) |                                                                                    |                                                                                    |
| 20h00 (UTC+2) |                   | (0 - 0) | 80e Giménez             | Stade Abe-Lenstra, Heerenveen Spectateurs : 12 943 Arbitrage : Pol van Boekel (en) | Stade Abe-Lenstra, Heerenveen Spectateurs : 12 943 Arbitrage : Pol van Boekel (en) |
| 20h00 (UTC+2) | Rapport           |         |                         | Stade Abe-Lenstra, Heerenveen Spectateurs : 12 943 Arbitrage : Pol van Boekel (en) | Stade Abe-Lenstra, Heerenveen Spectateurs : 12 943 Arbitrage : Pol van Boekel (en) |

| 2 mars 2023   | PSV Eindhoven (1)                    | 3 - 1   | ADO La Haye (2) |                                                                         |                                                                         |
| 18h45 (UTC+2) | Bakayoko 12e · Til 21e · Sangaré 54e | (2 - 0) | 56e Sellouki    | Philips Stadion, Eindhoven Spectateurs : 27 003 Arbitrage : Bas Nijhuis | Philips Stadion, Eindhoven Spectateurs : 27 003 Arbitrage : Bas Nijhuis |
| 18h45 (UTC+2) | Rapport                              |         |                 | Philips Stadion, Eindhoven Spectateurs : 27 003 Arbitrage : Bas Nijhuis | Philips Stadion, Eindhoven Spectateurs : 27 003 Arbitrage : Bas Nijhuis |

| 2 mars 2023   | De Graafschap (2) | 0 - 3   | Ajax Amsterdam (1)                       |                                                                                 |                                                                                 |
| 20h00 (UTC+2) |                   | (0 - 2) | 12e Sánchez · 26e Bergwijn · 78e Brobbey | De Vijverberg, Doetinchem Spectateurs : 12 500 Arbitrage : Allard Lindhout (nl) | De Vijverberg, Doetinchem Spectateurs : 12 500 Arbitrage : Allard Lindhout (nl) |
| 20h00 (UTC+2) | Rapport           |         |                                          | De Vijverberg, Doetinchem Spectateurs : 12 500 Arbitrage : Allard Lindhout (nl) | De Vijverberg, Doetinchem Spectateurs : 12 500 Arbitrage : Allard Lindhout (nl) |

La surprise des quarts de finale vient du club amateur de troisième division de Spakenburg qui élimine le FC Utrecht à Utrecht sur le score de 4 à 1.

### Demi-finales
| 4 avril 2023  | SV Spakenburg (en) (3) | 1 - 2   | PSV Eindhoven (1)               | Sportpark De Westmaat (nl), Spakenburg               |                                                      |
| 20h00 (UTC+2) | Green (en) 59e         | (0 - 1) | 43e Gutiérrez · 46e van Aanholt | Spectateurs : 6 300 Arbitrage : Jeroen Manschot (nl) | Spectateurs : 6 300 Arbitrage : Jeroen Manschot (nl) |
| 20h00 (UTC+2) | Rapport                |         |                                 | Spectateurs : 6 300 Arbitrage : Jeroen Manschot (nl) | Spectateurs : 6 300 Arbitrage : Jeroen Manschot (nl) |

| 5 avril 2023 | Feyenoord Rotterdam (1) | 1 - 2   | Ajax Amsterdam (1)       | Feijenoord Stadion, Rotterdam                         |                                                       |
| 20h00 UTC+2  | Giménez 45+2e           | (1 - 1) | 14e Tadić · 51e Klaassen | Spectateurs : 47 500 Arbitrage : Allard Lindhout (nl) | Spectateurs : 47 500 Arbitrage : Allard Lindhout (nl) |
| 20h00 UTC+2  | Rapport                 |         |                          | Spectateurs : 47 500 Arbitrage : Allard Lindhout (nl) | Spectateurs : 47 500 Arbitrage : Allard Lindhout (nl) |

### Finale
La finale se joue le 30 avril 2023 au Feijenoord Stadion de Rotterdam.
| 30 avril 2023 | Ajax Amsterdam (1)                         | 1 - 1 ap          | PSV Eindhoven (1)                             | Feijenoord Stadion, Rotterdam                       |                                                     |
| 18 h 00 UTC+2 | Branthwaite 42e (csc)                      | (1 - 0, 1 – 1)    | 67e Hazard                                    | Spectateurs : 40 650 Arbitrage : Dennis Higler (nl) | Spectateurs : 40 650 Arbitrage : Dennis Higler (nl) |
| 18 h 00 UTC+2 | Rapport                                    |                   |                                               | Spectateurs : 40 650 Arbitrage : Dennis Higler (nl) | Spectateurs : 40 650 Arbitrage : Dennis Higler (nl) |
| 18 h 00 UTC+2 | Tadić · Brobbey · Timber · Godts · Álvarez | Tirs au but 2 – 3 | Hazard · Ramalho · Sangaré · El-Ghazi · Silva | Spectateurs : 40 650 Arbitrage : Dennis Higler (nl) | Spectateurs : 40 650 Arbitrage : Dennis Higler (nl) |